# Gaspare Mutolo
Gaspare Mutolo, detto Asparinu (Palermo, 5 febbraio 1940), è un ex mafioso, collaboratore di giustizia e pittore italiano.

## Biografia
Chiamato "Asparino", inizialmente fu meccanico presso un'officina meccanica da Salvatore Vetrano situata in via Montesanto (dove si occupò di furti d'auto insieme al nipote del Vetrano, Pino Panzica, fino all'età di 20 anni, quando venne arrestato e portato per la prima volta in carcere), poi si dedicò alla malavita. Da giovane si occupava solo di piccoli furti, fino a quando fu arrestato nel 1963 per rapina (dal 1960 al 1963 era in carcere all'Ucciardone nella sesta sezione). Una volta in carcere (all'Ucciardone di Palermo) venne messo nella sesta sezione (sezione giovani-adulti, dove si poteva stare fino ai 25 anni), ma essendo ribelle venne spostato nell'ottava sezione (dove c'erano gli adulti). Dopo alcuni mesi venne portato in una cella di quest'ultima sezione, divenendo compagno di cella di Totò Riina per otto mesi, dove c'erano anche Rocco Semilia (detto Testa di ferro) che aveva visto crescere Asparino nell'officina meccanica di Vetrano, Gioacchino Mansueto (che venne ucciso in carcere da Mutolo stesso, diventando questo il "battesimo di sangue" di Asparino, insieme a Salvatore Lo Piccolo e Lino Spatola perché tempo prima era stato ucciso il fratello Simone Mansueto), Giovanni Spuchis e Ignazio Caputo. Fu lo stesso Riina a consigliare a Mutolo la lettura de I Beati Paoli di William Galt, romanzo cult dei mafiosi, ma anche a suggerire l'uscita dalla microcriminalità e l'ingresso nella mafia (“più facile uccidere che rubare”, sosteneva Riina), raccomandandolo a Rosario Riccobono - boss dei quartieri Partanna e Mondello - non appena uscito dal carcere.
Dopo una serie di arresti e scarcerazioni, nel 1973 incontrò Riccobono e Riina, nel frattempo in libertà, ed entrò in Cosa Nostra attraverso i riti della "Punciuta" e della “Santina bruciata” (immaginetta sacra). L'affiliazione avvenne nella masseria di Poggio Vallesana, a Marano di Napoli, di proprietà del boss camorrista Lorenzo Nuvoletta, alleato dei corleonesi. “Le cose essenziali sono queste: se un uomo d'onore sbaglia con una donna di un uomo d'onore, con una figlia o una sorella, il padre, anche con le lacrime agli occhi, deve strangolare il figlio. Non ci deve essere mai perdono, anche se passano trenta o quarant'anni: se uno fa la spia, nel letto sicuramente non ci muore, ma viene ammazzato dalla mafia, anche se ha cento anni. È un principio e si fa di tutto per non farlo morire nel proprio letto”, spiegò Riccobono dopo il giuramento. Sotto Riccobono, Mutolo divenne dapprima soldato e dopo poco tempo capodecina.
Sposatosi su suggerimento (pratica obbligatoria dei mafiosi), divenne in breve tempo il più stretto collaboratore di entrambi (di Riina anche fidato autista). Mutolo fu figura operativa, non di dialogo: omicidi, estorsioni, intimazioni, sequestri. Nel 1975 fu coinvolto nell'omicidio dell'agente di P.S. Gaetano Cappiello e rimase latitante fino al 1979, quando venne arrestato. Divenne poi un grosso trafficante di droga, in contatto con il singaporiano Koh Bak Kin, conosciuto in carcere. Un lavoro remunerativo, che gli permise di possedere in poco tempo una Ferrari, un appartamento e di costruire una palazzina. È anche coinvolto nell'omicidio e nella lupara bianca di Santo Inzerillo (fratello del boss Salvatore Inzerillo) che aveva attirato in un'imboscata.
Nel 1982 fu salvato da Riina dalla mattanza dei Riccobono, ma non dall'arresto per traffico di stupefacenti su mandato del giudice Giovanni Falcone e dalla reclusione nel carcere di massima sicurezza di Sollicciano. Fu proprio tra le mura del penitenziario fiorentino che Mutolo si avvicinò all'arte. E grazie all'ergastolano calabrese Francesco Mungo (in carcere per aver ucciso la moglie), detto l'Aragonese, di cui ammirava la pittura durante l'ora d'aria. Finirono in cella insieme e per il mafioso siciliano fu l'inizio di un nuovo modo di comunicare, con colori e pennelli. In carcere conobbe anche Luciano Liggio e a sua firma dipinse alcune tele.
Successivamente fu spostato nel carcere di Sulmona ed in fine al confino a Giulianova in Provincia di Teramo.

### Il pentimento
Nel 1986 venne coinvolto nel Maxiprocesso di Palermo istruito da Giovanni Falcone e Paolo Borsellino e, dopo la sentenza di primo grado (dicembre 1987), fu condannato a dieci anni di reclusione. Nel 1991 Falcone gli propose di collaborare. Le pressioni del magistrato (che iniziò a vedere con fiducia e rispetto) e l'omicidio del mafioso Giovanni Bontate e della moglie, insieme all'arresto della consorte, spinsero Mutolo a collaborare. Falcone non ascolterà le sue dichiarazioni, perché era stato chiamato dal ministro Martelli alla direzione del dipartimento degli Affari penali, per proteggerlo dal clima di ostilità creatosi contro di lui in Sicilia. Mutolo si ritrovò così ad affidare le proprie rivelazioni, all'indomani della strage di Capaci, a Borsellino, che lo interrogò per l'ultima volta due giorni prima della strage di via D'Amelio.
Fecero particolare scalpore le sue accuse di collusione con Cosa Nostra nei confronti dei politici Salvo Lima e Giulio Andreotti, dell'ex funzionario di polizia Bruno Contrada, dei magistrati Corrado Carnevale (assolto), Carmelo Conti, Pasqualino Barreca (assolto), Domenico Mollica, Francesco D'Antoni e Domenico Signorino (che si suicidò non appena apprese la notizia).
Il 9 febbraio 1993 Mutolo venne sentito in audizione dalla Commissione parlamentare antimafia presieduta dall'onorevole Luciano Violante, in cui ribadì le sue accuse di collusione di uomini delle istituzioni e della politica con Cosa Nostra.
Ai primi di marzo 1993 fu anche grazie alle sue dichiarazioni che il pool antimafia della Procura di Palermo coordinato dal procuratore capo Gian Carlo Caselli poté emettere cinquantasei ordinanze di custodia cautelare (procedimento denominato "Agate Mariano + 56") nei confronti di importanti esponenti di Cosa Nostra (tra cui Totò Riina) per oltre un decennio di delitti, dagli omicidi dei boss Stefano Bontate e Salvatore Inzerillo (1981) a quello dell'imprenditore Libero Grassi (1991). Le dichiarazioni di Mutolo si rivelarono inoltre decisive per l'operazione "Golden Market", sempre coordinata dal procuratore Gian Carlo Caselli, che nel febbraio 1994 portò all'emissione di 76 ordini di cattura nei confronti di numerosi professionisti palermitani (medici, avvocati, impiegati di banca) accusati di essere vicini o addirittura affiliati a Cosa Nostra.
Nella sua collaborazione fece molto discutere anche il fatto che si accusò di omicidi che non aveva mai commesso e quindi fu in seguito smentito da altri collaboratori. Il collaboratore di giustizia Rosario Spatola dichiarò che durante la collaborazione si era incontrato spesso con lui per concordare le accuse nei confronti di un avvocato messinese al fine di screditarlo.
Nel 2020 è stato condannato a due anni di reclusione e 20 000 euro di multa a titolo di risarcimento per aver calunniato l'ex magistrato Giuseppe Ayala, da lui accusato nel corso di un'udienza del Processo Borsellino quater di essere stato corrotto da Cosa Nostra con droga e denaro per ottenere condanne più lievi al Maxiprocesso di Palermo.
A partire dal 2022, è apparso come ospite in diverse puntate della trasmissione Non è l'Arena condotta da Massimo Giletti su La7, dove ha mostrato il suo volto per la prima volta dall'inizio della sua collaborazione.
È un uomo libero, pur sotto il Servizio centrale di protezione, e vive dipingendo quadri.

## Filmografia
- Paolo Borsellino - I 57 giorni (2012), interpretato da Antonio Gerardi.
- Belluscone - Una storia siciliana (Documentario - 2014)
- Il capo dei capi (2007), interpretato da Carlo Ferreri